# Bart a perdu la tête
Bart a perdu la tête (France) ou Bart, Chasseur de tête (Québec) (The Telltale Head dans une version originale) est le 8e épisode de la première saison de la série télévisée d'animation Les Simpson.

## Synopsis
Homer et Bart sont poursuivis à travers les rues de Springfield par les habitants en colère, quelqu'un a volé la tête de Jebediah Springfield, le fondateur de la ville. Alors qu'il est entouré par la foule en colère, Bart leur demande d'épargner sa vie au moins jusqu'à ce qu'il finisse de raconter son histoire. Au début de son récit, Bart emprunte cinq dollars à Homer pour aller voir le film Les Mutants de l'espace IV au cinéma. Sur son chemin, il rencontre une bande de fauteurs de trouble dont un membre, Jimbo, l'invite à entrer en douce avec lui et ses amis.
Plus tard, après avoir lancé des pierres sur la statue de Jebediah, Jimbo souhaite qu'une personne lui coupe la tête. Quand Bart essaye de défendre le héros de la ville, sa bande le ridiculise. Sur les conseils d'Homer, pour devenir populaire, Bart sort de sa maison pendant la nuit pour couper la tête de la statue.
Le lendemain, toute la ville est accablée par l'acte de vandalisme commis sur le fondateur de leur ville. Quand Bart part à la rencontre de Jimbo, il apprend qu'il est aussi déconcerté que les autres, il lui dit même que s'il rencontre le vandale, il lui briserait les membres un par un. Honteux de lui-même, Bart décide de se confesser à sa famille et comme Homer se sent un petit peu responsable de ses actes, il l'aide à reposer la tête, mais ils sont confrontés à une foule en colère. Bart fait comprendre aux gens que ce qu'il a fait leur a fait prendre conscience qu'ils somnolaient sur leur héritage qu'ils considéraient comme acquis. Tout le monde est d'accord, la tête est replacée sur la statue et Bart est pardonné.